# Paul Feig
Paul Feig (17 de setembre de 1962; Royal Oak, Michigan, Estats Units) és un director, guionista i productor estatunidenc de cinema i televisió. Candidat a quatre Premis Emmy. Conegut per dirigir la comèdia Bridesmaids (2011), també ha dirigit, escrit i produït alguns episodis de les sèries de televisió The Office entre 2008 i 2009; i Freaks and Geeks entre 1999 i 2000.

## Biografia
Paul Feig va néixer el 17 de setembre de 1962 en Roayl Oak, Michigan, Estats Units i va créixer en Mt. Clemens. Es va graduar el 1980 a la Chippewa Valley High School. Va treballar com a guia turístic en els Estudis Universal. Es va graduar en la USC School of Cinema - Televsion el 1984. El 2001 es va casar amb Laurie Karon.

### Carrera
La carrera com a actor de Paul Feig va començar el 1986 en la sèrie de televisió The Facts of Life en la qual va interpretar a Ron en un episodi. Posteriorment entre 1988 i 1989 va donar vida a Norman Bryant en Dirty Dancing, ficció televisiva basada en la pel·lícula de títol homònim protagonitzada per Patrick Swayze i Jennifer Grey. En els anys següents va participar en nombroses sèries com The Edge (1992), Roseanne (1993) o Sabrina, the Teenage Witch (1996), en aquesta última encarnant a Mr. Eugene Pool. El 1997 també va participar en un capítol d'Ellen, sèrie protagonitzada per Ellen Degeneris. També va aparèixer breument i fins i tot sense acreditar en pel·lícules com Naked Gun 33 1/3: The Final Insult (1994), Knocked Up (2007) o Bad Teacher (2011), en la qual apareixia Cameron Diaz.
A principis de la dècada de 2000 va dirigir nombrosos episodis per a sèries de televisió com Freaks and Geeks (2000), que també va produir i va escriure i per la qual va rebre la seva primera nominació a un premi Emmy, Arrested Development (2004) -protagonitzada per Jason Bateman-, Weeds (2005), Rockefeller Plaza (2007) -protagonitzada per Tina Fey i Alec Baldwin-, Mad Men (2007), Nurse Jackie (2009) o The Office (2011), exercint també com a productor en aquestes dues últimes produccions, per les quals va rebre dues candidatures als Premis Emmy.
El 2011 va dirigir la comèdia Bridesmaids en el repartiment de la qual estaven Kristen Wiig, Rose Byrne i Melissa McCarthy. La cinta va ser un èxit de taquilla amb 288 milions de dòlars i va rebre dues candidatures als Premis Oscar, en les categories de millor actriu secundària (per Melissa McCarthy) i millor guió original. Així mateix va ser candidata en els Premis BAFTA en les mateixes categories, i va ser nominada als Globus d'Or com a millor pel·lícula - comèdia o musical. Colin Covert la va definir com "desternillantement divertida, una successió adrenalítica de gags de slapstick i histèria verbal".
El 2013 ha dirigit la comèdia Wish List, el repartiment de la qual està encapçalat per Reese Witherspoon, i una comèdia policíaca, The Heat, protagonitzada per Sandra Bullock i Melissa McCarthy.

## Filmografia parcial
| Any  | Pel·lícula                      | Notes                                 |
| ---- | ------------------------------- | ------------------------------------- |
| 2019 | Last Christmas                  | Productor i director                  |
| 2018 | A Simple Favor                  | Productor, director, i guionista.     |
| 2016 | Caçafantasmes (Ghostbusters)    | Només director.                       |
| 2016 | Spy                             | Només director.                       |
| 2013 | Wish List                       | Només director.                       |
| 2013 | The Heat                        | Productor i director.                 |
| 2011 | Bridesmaids                     | Productor i director.                 |
| 2010 | Nurse Jackie (TV)               | Productor i director.                 |
| 2008 | The Office (TV)                 | Productor i director.                 |
| 2007 | Weeds (TV)                      | Només director.                       |
| 2007 | Mad Men (TV)                    | Només director.                       |
| 2007 | Rockefeller Plaza (TV)          | Només director.                       |
| 2006 | Unaccompanied Minors            | Només director.                       |
| 2005 | Arrested Development (TV)       | Només director.                       |
| 1999 | Freaks and Geeks (TV)           | Productor, director, i guionista.     |
| 1997 | Sabrina, the Teenage Witch (TV) | personatge recurrent, sèrie de TV CBS |
| 1993 | Roseanne (TV)                   |                                       |

## Premis
| Any  | Categoria                          | Sèrie            | Resultat |
| ---- | ---------------------------------- | ---------------- | -------- |
| 2009 | Millor sèrie de comèdia            | The Office       | Candidat |
| 2008 | Millor director - Sèrie de comèdia | The Office       | Candidat |
| 2001 | Millor guió - Sèrie de comèdia     | Freaks and Geeks | Candidat |
| 2000 | Millor guió - Sèrie de comèdia     | Freaks and Geeks | Candidat |